# Giampietro Secchi
Giampietro Secchi (* 15. Juli 1798 in Sabbione; † 10. Mai 1856 in Rom) war ein italienischer Jesuit, Archäologe und Epigraphiker.

## Leben
Giampietro Secchi wurde in Sabbione, einem Ortsteil der Gemeinde Reggio Emilia, in der heutigen Emilia-Romagna, damals im Kirchenstaat, geboren und war der Bruder des Astronomen Angelo Secchi, ebenfalls ein Jesuit. Er trat 1816 in die Gesellschaft Jesu ein und lehrte zunächst Rhetorik, dann Philosophie und griechische Sprache am Collegio Romano, dessen Bibliothekar er auch wurde, ferner leitete er als Kustos das Museo Kirchneriano. Als die Römische Republik ausgerufen wurde, wurde er am 12. April 1849 in Orte festgenommen, in Viterbo inhaftiert und erst am 8. Juli freigelassen. Er starb 1856 in Rom.
Er war Mitglied vieler gelehrter Gesellschaften, darunter der Académie des inscriptions et belles-lettres (1844), der Accademia Tiberina, des Instituto di Corrispondenza Archeologica, der Accademia di San Luca, der Pontificia Accademia Romana di Archeologia (1836/38), der Société orientale de France, der Société nationale des antiquaires de France und der Preußischen Akademie der Wissenschaften (1846).

## Schriften (Auswahl)
- Campione d’antica bilibra romana in piombo conservato nel Museo Kircheriano con greca inscrizione inedita illustrata dal p. Giampietro Secchi della Compagnia di Gesù professore di filologia greca in Collegio romano. Tipografia delle belle arti, Rom 1835
- Inscrizioni Greche trovate in Arado, oggi Ruad isola … notizia di una scoperta di tre templi pagani presso l’antico Berito. Camera apostolica, Rom 1838
- Esame della recente edizione del Nuovo Testamento greco publicata in Lipsia dal dottore G. Martino Agostino Scholz. Dalla Tipografia Salviucci, Rom 1839
- Giove … e l’oracolo suo nell’antro Ideo … dissertazione. Tipografia della R. C. A., Rom 1840
- Monumenti inediti d’un antico sepolcro di famiglia greca scoperto in Roma su la via Latina dichiarati dal P. Giampietro Secchi. Dalla Tipografia Salviucci, Rom 1843